# Sagalassa platysema
Sagalassa platysema is een vlinder uit de familie Brachodidae. De wetenschappelijke naam van de soort is voor het eerst geldig gepubliceerd in 1921 door Edward Meyrick.